# Mikel Rico
Mikel Rico Moreno (Arrigorriaga, 4 novembre 1984) è un ex calciatore spagnolo, di ruolo centrocampista.

## Carriera
Nella stagione 2011-2012 ha giocato nella Liga con il Granada, collezionando 36 presenze e 3 reti.

## Palmarès

### Club

#### Competizioni nazionali
- Supercoppa di Spagna: 1

Athletic Bilbao: 2015
- Segunda División: 1

Huesca: 2019-2020